# Phleum
Phleum là một chi thực vật có hoa trong họ Hòa thảo (Poaceae).

## Loài
Chi Phleum gồm các loài: